# Athetose
Die Athetose ist der medizinische Fachbegriff für unwillkürliche, sich langsam abspielende, ausfahrende Bewegungen von Händen oder Füßen, die meist mit Gelenküberdehnung einhergehen. Sie wird zu den extrapyramidalen Hyperkinesien gerechnet. Häufige Ursache ist eine perinatale Schädigung der Basalganglien, die dazu führt, dass Bewegungen nicht fließend, sondern „schlagartig“ ablaufen. Die Übergänge von Athetose zu Dystonie und zu choreatischen Störungen sind fließend, s. a. Choreoathetose.

## Symptome
Die Athetose als eine der häufigsten Formen der extrapyramidalen Lähmung beruht auf einer Schädigung des Striatums (Streifenhügel, Bezeichnung für ein Teil der Basalganglien des Gehirns), wodurch die hemmende Wirkung auf die Willkürmotorik entfällt.
Das Hauptmerkmal der Athetosen ist ihre gestörte tonische Koordination, die zu hyperkinetischen Bewegungsabläufen (übermäßige Bewegungstätigkeit, unkontrollierte, langsame, schraubende Bewegungen der Gliedmaßen und des Rumpfes, unwillkürlich ablaufende Körperbewegung, Muskelzucken) führt. Bei Aufmerksamkeitszuwendung und seelischer Erregung nimmt die Bewegungsunruhe zu, im Schlaf hört sie im Allgemeinen auf. Ein beobachtbares Phänomen der Athetose sind langsame, wahllose, wurm- oder schraubenförmige Bewegungen, besonders am Gesicht, der Halsmuskulatur und der distalen Gliedmaßenabschnitte. Charakteristisch sind weiterhin bizarre Überstreckungen, die Spreizung der Finger, das Grimassieren bei geöffnetem und verzerrtem Mund, Speichelfluss und verkrampfte Nackenhaltung sowie die Drehbewegung des Kopfes. Der Gang ist überschießend und stolpernd, im Gegensatz zur Spastik entstehen durch die ständig wechselnden Überschussbewegungen keine Kontrakturen. Athetose und Spastik sind häufig kombiniert.
Als Athetose Double bezeichnete man eine Kombination athetotischer, choreatischer und ballistischer Zwangsbewegungen, welche oft mit dem Littleschen Symptomenkomplex der zerebralen Kinderlähmung kombiniert auftritt.
Bei der Athetose ist das Zusammenspiel von Agonisten und Antagonisten gestört: einerseits ein die Haltung behindernder ständig wechselnder Muskeltonus und andererseits ständig ungebremste überschießende Bewegungen in bizarren Formen, die gezielte Bewegungen behindern. Der plötzliche Verlust der Haltungskontrolle kann durch hypotone Muskelaktivität kräftemäßig nicht kompensiert werden. Überbeweglichkeit in bestimmten Gelenken kann zu Luxationen führen. Die motorische Strategieentwicklung ist nicht eindeutig erkennbar und kann fehlinterpretiert werden. Ebenso führen unwillkürliche Mimik und Gestik, Sprachstörungen zu kommunikativen Missverständnissen, die emotionale Störungen begünstigen können. Die sensomotorische Entwicklung der betroffenen Kinder ist meist stark verzögert (verspätetes Gehen, teilweise nur mit Hilfsmitteln).

## Behandlungsziele
Die Behandlung zielt auf ein Verändern der Haltungskontrolle durch willkürliche Steuerung unwillkürlicher Bewegungen. Sie soll die Atmung verbessern und zur Unterstützung der Kommunikation, zur Erleichterung bei der Nahrungsaufnahme und der Selbständigkeit bei der Fortbewegung (auch mit Hilfsmitteln) beitragen. Zudem zielt sie auf das Vermeiden von Sekundärschäden auf sensomotorischer und emotional-sozialer Ebene.

## Etymologie
Athetose leitet sich vom altgriechischen PPP θετός thetós des Verbs τιθέναι tithénai „veranlassen“ ab, dem ein die Bedeutung umkehrendes Alpha privativum vorangesetzt ist. Wörtlich bedeutet Athetose also etwas nicht Veranlasstes, d. h. Unwillkürliches.